# Samsung Galaxy A9
O Samsung Galaxy A9 é um smartphone Android de médio porte produzido pela Samsung Electronics como parte da série Samsung Galaxy A. Foi anunciado em 11 de outubro de 2018 no evento A Galaxy em Kuala Lumpur, Malásia, como o sucessor do Samsung Galaxy A9 (2016). O Galaxy A9 (2018) é o primeiro smartphone do mundo que possui 4 câmeras diferentes na parte traseira. Possui um display Super AMOLED Infinity de 6,3 polegadas com bordas curvas semelhante ao Samsung Galaxy A8 (2018) e suporta tecnologia de som envolvente Dolby Atmos. É o embaixador da marca Ayushmann Khurrana. É o antecessor do Samsung Galaxy A70.

## Especificações
O Galaxy A9 (2018) consiste nas seguintes especificações.

### Hardware
O smartphone é equipado com Qualcomm Snapdragon 660 SoC com um processador octa-core composto por 4 núcleos Kryo 260 de 2,2 GHz de desempenho e 4 núcleos Kyro 260 eficientes de 1,8 GHz e GPU Adreno 512 apoiado por 6 GB/8 GB de RAM e 128 GB de armazenamento interno que pode ser expandido até 512 GB por meio de um dedicado Slot para cartão microSD.

#### Tela
O A9 (2018) possui uma tela Super AMOLED Full HD+ de 6,3 polegadas (1080x2220 pixels) com proporção de 18,5:9. A tela apresenta bordas curvas semelhantes ao Infinity Display do S9, mas com engastes maiores e sem laterais curvas.

#### Câmaras
A configuração da câmera quádrupla possui um sensor primário de 24 MP f/1.7 para fotografia normal, um sensor ultra amplo de 8 MP f/2.4 com ângulo de visão de 120 graus, uma telefoto 10 MP f/2.4 com zoom óptico de 2x e um sensor de profundidade de 5 MP para efeitos como como Bokeh. A câmera frontal foi atualizada para um sensor de 24 MP, completo com seu próprio flash dedicado.
A gravação de vídeo é possível em 2160p e 1080p, ambos a 30 quadros por segundo. O dispositivo não possui gravação de vídeo em câmera lenta.

### Software[10]

#### Sistema Operativo
Ele roda Android 8.0 “Oreo” com Samsung Experience 9.0 pronto para uso. É atualizável para Android 10, com One UI 2.0.

#### Diversos
Seus recursos extras incluem Bixby, com botão Bixby, Always-on Display e painel frontal Gorilla Glass com painel traseiro de vidro reflexivo. Está disponível nas variantes Caviar Black, Lemonade Blue e Bubblegum Pink, com alguns modelos suportando Dual SIM. Ele suporta carregamento rápido por meio de sua porta USB-C.

## Disponibilidade
Após a inauguração, a Samsung anunciou que o dispositivo estará à venda em mercados selecionados a partir de novembro de 2018, com planos futuros de lançamento em outros países.

## Galaxy A9s
Os A9s são semelhantes em design e especificações ao A9 e foram destinados à venda apenas no mercado chinês. A adição de um 's' serve para diferenciá-lo do atual Samsung Galaxy A9 Star, que é baseado no Samsung Galaxy A8 e também destinado apenas ao mercado chinês.